# M110 (САУ)
M110 — самоходная гаубица калибра 203,2-мм (8″) (англ. 8 inch Self-Propelled Howitzer M110) — самоходная артиллерийская установка (САУ) США, класса самоходных гаубиц. Создана в 1956—1961 годах по заданию армии на разработку семейства облегчённых авиатранспортабельных САУ, вместе со 175-мм самоходной пушкой M107, отличавшейся лишь иной качающейся частью орудия. M110 серийно производилась с 1962 года, некоторое количество было также получено переоборудованием в них в 1977—1981 годах всех САУ M107, состоявших на вооружении США.
M110 активно использовались во Вьетнамской войне и неоднократно модернизировались впоследствии. Общее количество САУ этого типа, состоявших на вооружении США достигало 1023 единиц, помимо этого, значительное их количество поставлялось союзникам США.
M110 была снята с вооружения США в 1990-х годах, в связи со снижением эффективности артиллерийских систем крупного калибра в современных условиях, однако по состоянию на 2007 год, всё ещё состоит на вооружении ряда стран.

## История создания и производства

### Модификации
- M110 — базовая модель, с гаубицей M2A2 с длиной ствола 25,3 калибра
- M110A1 — модификация 1976 года с гаубицей M201 с длиной ствола 39,5 калибров;
- M110A2 — модификация 1978 года, с установленным на орудие дульным тормозом.

## Конструкция

### Броневой корпус
Корпус машины сварен из стальных броневых плит различной толщины и разделен перегородками на три отделения: отделение управления и силовое отделение (размещённые, соответственно, в передней части корпуса слева и справа) и боевое отделение (в кормовой части корпуса).
В задней части машины, между перегородками и стенками корпуса расположен топливный бак.
На крыше передней части корпуса размещены люк механика-водителя и съемные крышки для доступа к силовому отделению, аккумуляторным батареям, воздухофильтрам и отсеку для запасного имущества.
Орудийный расчёт машины броневой защитой не обеспечен, однако для его защиты на САУ могут быть установлены броневые щиты.

### Вооружение
203,2-мм гаубица установлена на тумбовой установке M158. Ствол гаубицы представляет собой моноблок с навинтным казёнником; канал ствола и камера заряжания хромированы. Затвор поршневой. Противооткатные устройства гидропневматические, уравновешивающий механизм — пневматический.
Наведение гаубицы на цель производится с помощью панорамного прицела M115. Механизмы наведения гаубицы снабжены гидравлическим и ручным приводами.
Гаубица имеет механизм заряжания (подъёмник и досылатель) с гидравлическим приводом, работающим от общей гидравлической системы машины, однако при необходимости, заряжание может быть произведено и вручную. Для обеспечения устойчивости машины при стрельбе в кормовой части корпуса установлены два откидных сошника с гидравлическим приводом, а также гидравлическое устройство для отключения подвески. Время перевода из походного положения в боевое составляет около 1 минуты.
В боекомплект гаубицы входят выстрелы раздельного заряжания с фугасной гранатой M106. Два выстрела боекомплекта перевозятся на самой САУ, а остальные — на вспомогательной транспортной машине.

### Средства наблюдения и связи
Для вождения машины ночью используется инфракрасный перископ.

### Ходовая часть
Ходовая часть имеет пять опорных катков (на сторону), одновременно являющихся поддерживающими. Ведущие колёса — переднего расположения. Подвеска — индивидуальная, торсионная, с гидравлическими амортизаторами для каждого опорного катка. Гусеницы резино-металлические, со съемными резиновыми башмаками.

## На вооружении

### Современные операторы
- Бахрейн: 62 M110A2, по состоянию на 2016 год[4]
- Греция: 145 M110A2 по состоянию на 2024 год[5]
- Израиль: 36 M110 на хранении, по состоянию на 2016 год[6]
- Иордания: 148 M110A2, по состоянию на 2016 год[7]
- Иран: 30 M110, по состоянию на 2016 год[8]
- Республика Корея: 13 M110, по состоянию на 2016 год[9]
- Марокко: 60 M110, по состоянию на 2016 год[10]
- Пакистан: 60 M110/M110A2, по состоянию на 2016 год[11]
- Китайская Республика: 70 M110, по состоянию на 2016 год[12]
- Турция: 219 M110A2, по состоянию на 2016 год[13]
- Япония: 67 M110A2, по состоянию на 2016 год[14]

### Бывшие операторы
- Бельгия[15]
- Великобритания[15]
- Германия[15]
- Египет[16]
- Испания[17]
- Италия[15]
- США

## Боевое применение
- Война во Вьетнаме. 23 мая 1968 года отряд сапёров вьетконга прорвался на американскую базу огневой поддержки Тай Нинх. Сапёрам удалось уничтожить несколько артиллерийских орудий, в том числе было уничтожено одно 203-мм орудие M110[18].
- Война в Персидском заливе
- Операция «Щит Евфрата»

## Сравнительная характеристика
| Полевая артиллерия США периода Холодной войны | Полевая артиллерия США периода Холодной войны | Полевая артиллерия США периода Холодной войны | Полевая артиллерия США периода Холодной войны | Полевая артиллерия США периода Холодной войны | Полевая артиллерия США периода Холодной войны | Полевая артиллерия США периода Холодной войны | Полевая артиллерия США периода Холодной войны | Полевая артиллерия США периода Холодной войны | Полевая артиллерия США периода Холодной войны | Полевая артиллерия США периода Холодной войны | Полевая артиллерия США периода Холодной войны | Полевая артиллерия США периода Холодной войны | Полевая артиллерия США периода Холодной войны | Полевая артиллерия США периода Холодной войны | Полевая артиллерия США периода Холодной войны |
| Модель | Тип                                           | Калибр, мм                                    | Макс. дальность (м)                           | Макс. дальность (м)                           | Метательный заряд                             | Боеприпасы                                    | Боеприпасы                                    | Боеприпасы                                    | Боеприпасы                                    | Боеприпасы                                    | Боеприпасы                                    | Боеприпасы                                    | Боеприпасы                                    | Артиллерийская поддержка                      | Стоимость, долл. США                          |
| Модель | Тип                                           | Калибр, мм                                    | обыкн.                                        | АРС                                           | Метательный заряд                             | ОФ                                            | АРС                                           | ядер.                                         | хим.                                          | касс.                                         | ДМ                                            | ПТ                                            | ПП                                            | Артиллерийская поддержка                      | Стоимость, долл. США                          |
| --- | --------------------------------------------- | --------------------------------------------- | --------------------------------------------- | --------------------------------------------- | --------------------------------------------- | --------------------------------------------- | --------------------------------------------- | --------------------------------------------- | --------------------------------------------- | --------------------------------------------- | --------------------------------------------- | --------------------------------------------- | --------------------------------------------- | --------------------------------------------- | --------------------------------------------- |
| M101A1 | букс.                                         | 105                                           | 11 000                                        | нет                                           | M67                                           | да                                            | да                                            |                                               | да                                            | да                                            |                                               | да                                            | да                                            | непосредственная                              | 57 982                                        |
| M102 | букс.                                         | 105                                           | 11 500                                        | нет                                           | M67                                           | да                                            | да                                            |                                               | да                                            | да                                            |                                               | да                                            | да                                            | непосредственная                              | 56 927                                        |
| M109 | САУ                                           | 155                                           | 14 600                                        | 19 400                                        | M3, M4                                        | да                                            | да                                            | да                                            | да                                            | да                                            | да                                            |                                               |                                               | непосредственная                              | 226 475                                       |
| M109A1 | САУ                                           | 155                                           | 18 000                                        | 24 000                                        | M3, M4, M119, XM164, XM201                    | да                                            | да                                            | да                                            | да                                            | да                                            | да                                            |                                               |                                               | непосредственная                              | 245 000                                       |
| M114A1 | букс.                                         | 155                                           | 14 600                                        | нет                                           | M3, M4                                        | да                                            |                                               | да                                            | да                                            | да                                            |                                               |                                               |                                               | общая                                         | 90 610                                        |
| M198 | букс.                                         | 155                                           | 24 000                                        | 30 000                                        | XM164, XM201, XM203                           | да                                            | да                                            | да                                            | да                                            | да                                            | да                                            |                                               |                                               | общая                                         | 125 828                                       |
| M107 | САУ                                           | 175                                           | 32 600                                        | нет                                           | M86A2                                         | да                                            |                                               |                                               |                                               |                                               |                                               |                                               |                                               | общая                                         | 293 542                                       |
| M110 | САУ                                           | 203                                           | 18 600                                        | 20 800                                        | M1, M2                                        | да                                            | да                                            | да                                            | да                                            | да                                            |                                               |                                               |                                               | общая                                         | 326 500                                       |
| M110E2 | САУ                                           | 203                                           | н/д                                           | н/д                                           | M1, M2, XM188E1                               | да                                            | да                                            | да                                            | да                                            | да                                            |                                               |                                               |                                               | общая                                         | 49 108                                        |
| XM204 | букс.                                         | 105                                           | н/д                                           | н/д                                           | M67, XM200                                    | да                                            | да                                            |                                               | да                                            | да                                            |                                               | да                                            | да                                            | непосредственная                              | н/д                                           |
| Statement of Lt. Gen. John R. Deane, Chief of Research and Development, Department of the Army. / Dept of Defense Appropriations for Fiscal Year 1975. — April 4, 1974. — Pt. 2 — P. 581 — 788 p. Statement of Lt. Gen. Howard H. Cooksey, Acting Deputy Chief of Staff for Research, Development, and Acquisition. / Hearings on S. 920. — February 27, 1975. — Pt. 4 — P. 1897 — 2167 p. |                                               |                                               |                                               |                                               |                                               |                                               |                                               |                                               |                                               |                                               |                                               |                                               |                                               |                                               |                                               |